# Teddy Boy (jeu vidéo)
Pour les articles homonymes, voir Teddy Boy (homonymie).
Teddy Boy (テディボーイブルース, Teddy Boy Blues) est un jeu de plates-formes de Sega sorti sur le système d'arcade Sega System 1 puis sur Master System en 1986.
Une version améliorée est distribuée en 1992 sur Sega Meganet, le modem de la Mega Drive, uniquement au Japon. Cette version est également présente sur les compilations de jeux Sega Games Can Vol. 2, sortie au Japon le 18 mars 1994 sur Mega-CD, et Game no Kanzume: Otokuyō, sortie au Japon le 1er juin 1995 sur Mega Drive.

## Système de jeu
Le joueur dirige un jeune personnage, Teddy, armé d'un pistolet qui doit survivre à divers labyrinthes remplis de monstres. Lorsqu'un monstre est éliminé, il se transforme en balle qu'il faut collecter dans un temps imparti afin d'éviter que celle-ci ne dévore littéralement la barre de temps.
Les différents niveaux ont la particularité d'être construits selon une boucle infinie en reproduisant le décor et les obstacles quelle que soit la direction prise par le joueur.
Si le joueur dépasse le temps ou se fait toucher par un ennemi, il perd une vie. La partie s'arrête lorsque le joueur perd toutes ses vies.